# Prelez
Prelez (bulgariska: Прелез) är ett distrikt i Bulgarien.   Det ligger i kommunen Obsjtina Zavet och regionen Razgrad, i den nordöstra delen av landet, 300 km öster om huvudstaden Sofia.
Omgivningarna runt Prelez är en mosaik av jordbruksmark och naturlig växtlighet. Runt Prelez är det ganska tätbefolkat, med 65 invånare per kvadratkilometer.